# Alexandre Thomas Francia
Alexandre Thomas Francia (Londra, 1º aprile 1815 – Bruxelles, 23 luglio 1884) è stato un pittore francese naturalizzato belga.
Fu pittore ad olio, ma anche grande acquarellista.

## Biografia
Alexandre Thomas Francia era figlio del pittore francese François Louis Thomas Francia e quindi figlio d'arte. Apprese dal padre la tecnica del disegno e dell'acquarello, in cui eccelse, specializzandosi nelle "marine" e firmando i suoi lavori con la sigla: AFrancia.
Fu assai noto ed apprezzato in tutta Europa: espose infatti sin dal 1835al Salon di Parigi, poi a Londra, a Vienna (dove fu premiato con una medaglia all'Expo del 1873), ad Anversa e a Bruxelles.
Stabilitosi in Belgio e assunta la nazionalità belga, fu nominato Cavaliere dell'Ordine di Leopoldo per i suoi meriti artistici.
Morì a Bruxelles nel 1884, a 69 anni.

## Alcune opere
- Pescatori che gettano le reti

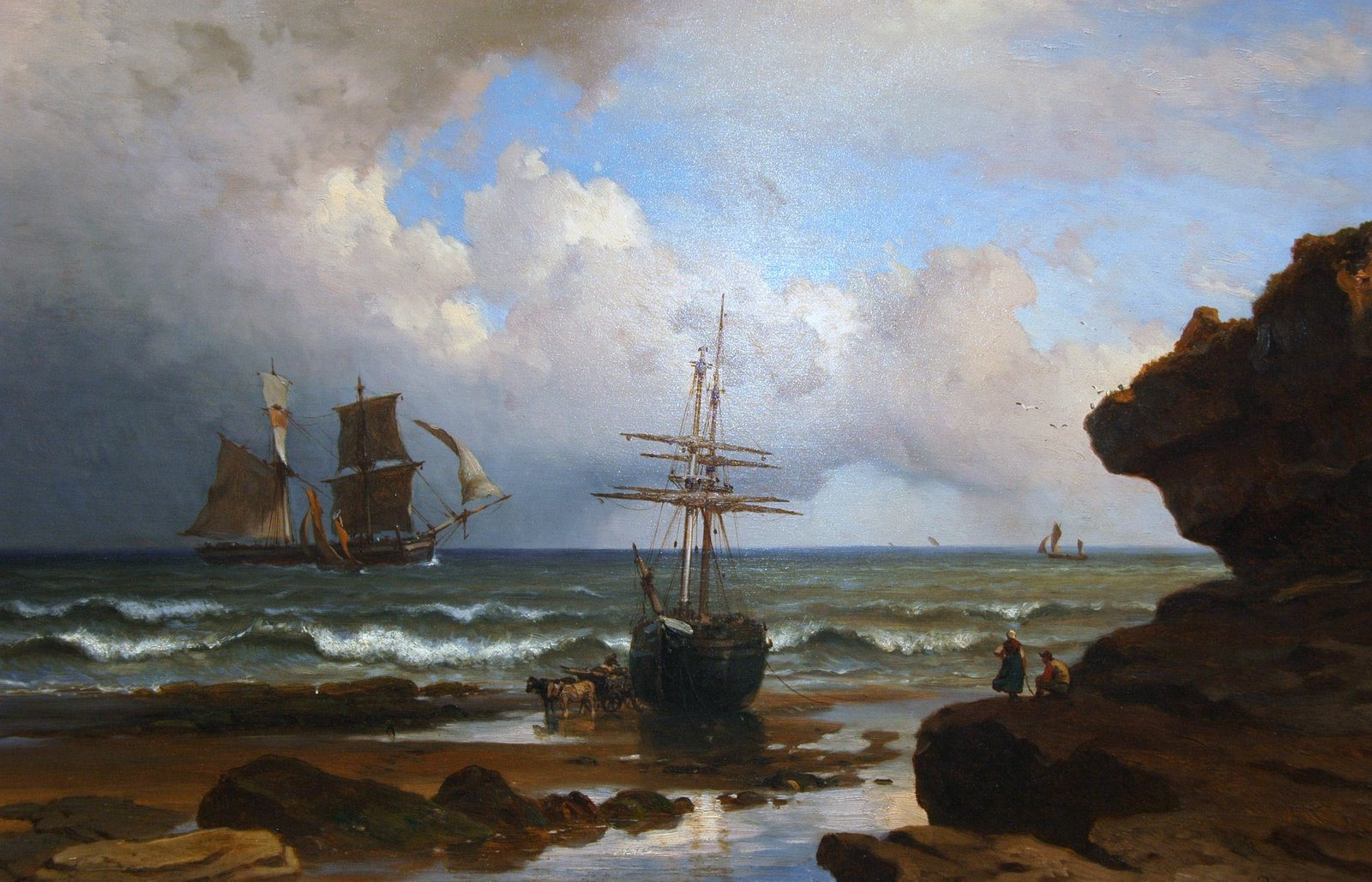
Ritorno dalla pesca
- La nave Fanny
- Vista del Loch Katrine
- Vista dei dintorni di Venezia
- Chiatta su un canale in Olanda
- Porto sul finire della sera
- Naufragio del peschereccio di Saint-Pierre de Dieppe, a Calais, il 18 ottobre 1791
- Arenamento del "Véloce"
- Una presa sul canale di Guines
- Une presa sul canale di Guines
- Lago di montagna in Italia e pescatori[1]
- Riva del mare con la bassa marea (1842)[2]
- Porto di Calaisi[3]

## Musei
- 4 dipinti al Museo di Calais
- Marina al Ministero degli Esteri a Bruxelles
- Opere conservate al Museo di Koenigsberg